# Huach
Huach, huache, wach o waach (según las normas ortográficas de la lengua maya), es un término empleado en Yucatán para referirse a una persona proveniente del territorio mexicano ajena a la misma península, especialmente a las de la capital o del resto del centro de México. Generalmente se adaptó a raíz de los usos y costumbres que trajeron los primeros viajantes, como la deficiente higiene y la familiaridad con la que pretendían comunicarse con los locales, careciendo de una regla de urbanidad definida.
La voz “huach” [wach] para identificar a los habitantes del altiplano central, o que no son oriundos del Sureste del país, procede de “guachinango”. Otro origen proviene de guarache, calzado que traían las fuerzas alvaradistas cuando llegaron a Yucatán. La primera, derivada del nahuatlismo huachinango que significa “pez comestible de mar caracterizado por su color rojo encendido”, como las mejillas enrojecidas sobre la piel morena de los forasteros. 
El concepto se ha arraigado de modo que es más extendida su utilización. Dependiendo del contexto y la forma de utilizarse, puede llegar a ser ofensiva y xenófoba.

## Origen
Una de las versiones más difundidas es que cuando entraron las tropas del Ejército Constitucionalista, no provenientes de la península, dirigidas por Salvador Alvarado durante la Revolución mexicana, sus calzados hacían el sonido "wach, wach", o también se dice que podría ser por el nombre del calzado que traían, los huaraches.
Igualmente están las siguientes versiones:
1. De la palabra "huachinango".
2. De "guacho".
3. Del nombre que se les daba a los soldados (algunos de otras partes de México) que perseguían a los rebeldes mayas durante la Guerra Social Maya.